# 보스 베이비 (시리즈)
《보스 베이비》는 20세기 폭스/유니버설 픽처스가 배급하고 드림웍스 애니메이션이 제작한 애니메이션 미디어 프랜차이즈이다.

## 영화
- 《보스 베이비》 (2017년)
- 《보스 베이비 2》 (2021년)

## 텔레비전 프로그램
- 《보스 베이비: 돌아온 보스》 (2018년)

## 사운드트랙
- 《보스 베이비》 (2017년)